# 真上さつき
真上 さつき（まうえ さつき、1996年4月5日 - ）は、日本の元女優である

## 来歴
2013年、『Ray』『mina』『S Cawaii!』の3誌によるコラボレーションオーディションでminaグランプリを受賞。「有名になりたい」と故郷から2万円を握りしめて上京。最初に住んだ場所は西東京市だった。住み込みで新聞配達の仕事をしながらタレント養成所へ通った。
映画『アルビノ』では、近親相姦などヌードを含む体当たりの演技をした
日活ロマンポルノの製作開始45周年を記念した企画、「ロマンポルノ・リブートプロジェクト」の白石和彌監督作『牝猫たち』に出演（共演は井端珠里）。
光文社『FLASH』2017年2月14日号で、写真週刊誌初のグラビアを飾る。
2017年、所属していたエーミュージックを退所。同年10月5日、トミーズアーティストカンパニー所属となる。
2019年12月20日､自身のTwitterに於いて2020年いっぱいでの引退を直筆メッセージで発表した｡

## 人物
- 趣味は読書とヘビカフェ巡り[12]。
- 体重は2015年現在43キロ。スリーサイズはバスト75、ウエスト60、ヒップ85。体型から舞台では少年役、小学生の少女役も演じることが多い。
- 目標は一生女優を続けること[2]。
- 日活ロマンポルノリブートプロジェクトの一作である『牝猫たち』に出演しているが、先に行定勲監督作（『ジムノペディに乱れる』）のオーディションを受けて落選している[13]。そのため、後に白石和彌作のオーディションを受けた際には、チャンスは逃すまいとオーディション会場でいきなり裸になる度胸を見せ、監督を慌てさせた[3]。
- 師匠と呼べる人物に、舞台で共演した樋口泰子を挙げている[3]。
- 「有名になりたい」と思ったきっかけのひとつは、「動物の殺処分を減らしたい。有名になって発言権を掴めば殺処分ゼロを実現できるかも知れない」との思いだったと、2019年2月6日に自身のInstagramでのライブで語っている。

## 出演

### 映画
- アルビノ（2016年7月23日公開、監督：亀井亨） - ヒロイン・九 役 [14]
- 牝猫たち （2017年1月14日、 監督：白石和彌）[15] - メイン・神森結依 役
- TANIZAKI TRIBUTE「神と人との間」（2018年1月27日、監督：内田英治）

### ドラマ
- 妖ばなし 第20話（2018年2月17日、TOKYO MX2） - 道成清菜/清姫 役
- 警視庁捜査資料管理室 (仮) 第5話（2018年10月29日、BSフジ） - 神崎弥生 役

### 舞台
- 「いつか」（2014年） - 桃香 役[1]
- 別世界カンパニー「ロミオとジュリエット（幕末編）」（2015年9月19日 - 23日）[1]
- 板橋演劇センター「ヘンリー6世」（2016年1月15日、16日、板橋区立文化会館） - ヘンリー6世 役[16]
- Beginningプロモーション「リアル脱出ルーム」（2017年5月8日 - 14日 高田馬場ラビネスト）
- 劇団アルファ「-2011・3・11-ふるさとは今もかわらず」（2016年3月、座・高円寺2　脚本： 石森史郎） - 瑞穂 役
- 株）酔いどれ天使「AI:AngelIdentity」（2016年8月11日 - 15日、ウエストエンドスタジオ） - ラク 役
- オザワミツグ演劇 第一回お披露目 「人を殺して生きている」（2018年6月27日 - 7月3日、花まる学習会王子劇場）[17]

### オリジナルビデオ
- 心霊食堂2（2016年、監督：佐々木勝己） - カナエ 役

### ラジオ
- 岡村洋一のシネマストリート（2016年9月12日、かわさきFM） -  ゲスト[18]

### テレビ
- 山里と100人の美女〜Xmasの女子会！大告白SP〜（2015年12月25日、TBS）
- サンバリュ みんなで悩めばコワくない（2015年12月6日、日本テレビ）

### CM
- シャウエッセン（2015年、日本ハム）

### ミュージックビデオ
- 始発待ちアンダーグラウンド「フラストレーション」（2018年2月）[19]